# Aimee Parkes
Aimee Parkes – brytyjska aktorka.
Znana przede wszystkim jako Helen w serialu Lovesick.